# Gaztazarra
El queso Gaztazarra o Gazta Zaharra (del euskera: gazta, queso y zaharra viejo) es un queso fermentado elaborado en el País Vasco (España) y en la mitad norte de Navarra. Este queso viejo se elabora en un pequeño recipiente de barro a partir de otros quesos viejos que hacen de madre y opcionalmente se le puede añadir leche de oveja lacha, agua o aguardiente (pacharán) para suavizar su sabor. Su pasta es blanda, cremosa y untuosa y, por tanto, no tiene corteza. Su maduración como mínimo es de dos meses (media o larga maduración). Su sabor es fuerte y algo picante y persiste durante bastante tiempo en boca. Persigue el aprovechamiento de quesos frescos o en proceso de maduración que sufren desperfectos de tipo mecánico. 
Se puede emplear en platos como salsa o directamente acompañado de pan y aguardiente como maridaje.
Se elabora todo el año y se presenta en recipientes de barro de diversas formas y tamaños, siendo el más habitual de un contenido entre 100 a 250 g de queso.